# Andres Alver (Dichter)
Andres Alver (* 26. Oktoberjul. / 7. November 1869greg. in Vooru, Landgemeinde Tarvastu; † 11. Januarjul. / 24. Januar 1903greg. im Abuls bei Smiltene) war ein estnischer Arzt und Dichter.

## Leben
Andres Alver besuchte von 1887 bis 1892 das Hugo-Treffner-Gymnasium in Tartu und studierte anschließend bis 1898 an der Universität Tartu Medizin. Danach war er kurzzeitig Assistent der Gerichtsmedizin, bevor er als Kreisarzt nach Valga ging. Dort fertigte er seine Doktorarbeit an, zu deren Verteidigung es jedoch nicht mehr kam: Er ertrank im Flüsschen Abuls während der Ausübung seines Amts. Die estnischer Dichterin Betti Alver ist die Tochter seines Bruders.

## Werk
Alver interessierte sich als Student für Darwinismus und Sozialismus und engagierte sich frühzeitig politisch. Er beteiligte sich gemeinsam mit Eduard Vilde, Jakob Tamm und Georg Eduard Luiga an radikalen Publikationen. Parallel zu seinen Gedichten fertigte er Übersetzungen von Heine und Goethe an, die seine Dichtung stark beeinflusst haben. Von Heine publizierte er später separat eine Übersetzung dessen „Disputation“. Alver verwendete auch Motive der Volksdichtung in seinem Werk und hat ein Manuskript gebliebenes Schauspiel verfasst.

## Übersetzungen ins Deutsche
Auf Deutsch liegt ein Gedicht von ihm in der Anthologie von Wilhelm Nerling vor.

## Bibliografie
- Võhumõõgad ('Schwertlilien'). Jurjev: s.n. 1898. 60 S.